# Cynthia Fleury
Cynthia Fleury (París, 1974) és una filòsofa i psicoanalista francesa. És professora titular de la càtedra d'Humanitats i Salut del Conservatori Nacional d'Arts i Oficis i professora associada a l'École nationale supérieure des mines de París, també ocupa la càtedra de filosofia del Centre Hospitalier Sainte-Anne, sobre psiquiatria i neurociència i és membre del consell d'administració de l'ONG Santé Diabète.
Anteriorment va ensenyar filosofia política a la Universitat Americana de París, i va ser investigadora al Museu Nacional d'Història Natural.

## Biografia
Cynthia Fleury va defensar l'any 2000 a la Universitat de París-Sorbona-París IV una tesi doctoral en filosofia (metafísica-ontologia) titulada «La metafísica de la imaginació» sota la direcció de Pierre Magnard, especialista en el pensament catòlic de Blaise Pascal.
L'any 2002, Fleury va fundar un premi de filosofia del qual és secretària general. Va ser membre del comitè de lectura de la revista Cités i col·labora amb el lloc nonfiction.fr.
Del 2006 al 2009, va ser investigadora de l'Institut de Ciències de la Comunicació del CNRS i, del 2009 al 2014, investigadora del Laboratori de Conservació d'Espècies, Restauració i Seguiment de la Població (CERSP, ara CESCO), al Museu Nacional de història natural (MNHN/CNRS). Al mateix temps, també va ser professora interina a l'Institut d'Estudis Polítics de París i a l'École Polytechnique. També va impartir cursos a escoles de negocis, sobretot a HEC, i va impartir classes al centre universitari Léonard-de-Vinci de La Défense.
És membre fundadora de la Xarxa Internacional de Dones Filòsofes, patrocinada per la UNESCO, així com del col·lectiu Roosevelt. Va presidir el col·lectiu EuropaNova (Acció per una Europa política), del qual actualment n'és vicepresidenta, i també vicepresidenta del seu comitè de direcció. És membre del consell estratègic de la Fundació Nicolas-Hulot per a la Natura i l'Home.
Psicoanalista de formació, va ser membre de la unitat d'urgències mèdico-psicològiques de la SAMU de París (CUMP-Necker) del 2011 al 2015. És patrocinadora del projecte ICCARRE (tractament intermitent de la sida).
Va ser nomenada l'any 2013 com a membre del Comitè Consultiu Nacional d'Ètica (CCNE), del qual és la membre més jove. També forma part del comitè científic del Consell Superior de Biotecnologies. Va ser directora externa del consell d'administració de Suez Environnement.
Escriu una columna setmanal a L'Humanité des del 2003. Sovint és convidada a la ràdio i la televisió, per presentar els seus llibres i parlar de temes com la resiliència, la psicoanàlisi, la política, la religió o la imaginació. També apareix regularment en nombrosos diaris i setmanaris nacionals (L'Ob, Le Monde, La Croix, Libération, Psychologies magazine, Le Figaro, Le Point, Marianne).
L'any 2016 va ocupar la càtedra de filosofia de l'Hospital Hôtel-Dieu.
El 2019, va escriure una versió teatral del seu llibre La Fin du courage, presentat a La Scala (París) el desembre de 2019, posat en escena per Nicolas Maury i explicat per Isabelle Adjani i Laure Calamy.

## Publicacions

### Individuals
- 2000 : Métaphysique de l'imagination, Paris, D'Écarts, , 745 ISBN 2-912824-27-3 ; rééd. Gallimard/Folio, 2020 ISBN 2072889367
- 2001 : Mallarmé et la parole de l'imâm, Paris, D'Écarts, , 144 ISBN 2-912824-30-3 ; rééd. Gallimard/Folio, 2020 ISBN 2072889413
- 2002 : Pretium doloris : l'accident comme souci de soi, Paris, Pauvert, 205 ISBN 2-720-21463-9 ; 2015 ISBN 2818504856
- 2003 : Dialoguer avec l'Orient : retour à la Renaissance, Paris, PUF, , 307 ; rééd. poche Biblis, éditions du CNRS ISBN 2271091799
- 2004 : Difficile tolérance, avec Yves Charles Zarka, Paris, PUF, , 230 ISBN 2-13-053977-7
- 2005 : Manifeste pour une nouvelle école, avec Jean-Luc Muracciole, Little Big Man, , 155 ISBN 2-915557-04-7
- 2005 : Les Pathologies de la démocratie, Paris, Fayard, 282 ISBN 2-213-62322-8 ; rééd. 2009, Paris, , (31.544), 312 ISBN 978-2-253-08466-2
- 2010 : La Fin du courage : la reconquête d'une vertu démocratique, Paris, Fayard, 203 ISBN 978-2-213-65162-0 ; , 2011 ISBN 2253156299
- 2015 : Les Irremplaçables, Paris, Gallimard, , 2015, 224 ISBN 978-2-07-014729-8 ; Folio 2018 ISBN 9782072779251
- 2017 : Reconquérir le courage, Vincennes, Frémeaux & associés (3 disques compacts + 1 brochure)
- 2019 : Le soin est un humanisme, Paris, Gallimard, ISBN 978-2072859878
- 2020 : Répétition générale, Paris, Gallimard,
- 2020 : Ci-gît l'amer. Guérir du ressentiment, Paris, Gallimard, , 336 p. ISBN 2072858550 ; Folio 2022
- 2022 : Ce qui ne peut être volé. Charte du Verstohlen, avec Antoine Fenoglio, Paris, Gallimard, , 46 p. ISBN 978-2-07-299732-7
- 2023 : La Clinique de la dignité, Paris, Seuil, , 224 p. ISBN 978-2-02-151425-4

### Col·lectives
- 2002 : avec Yves Charles Zarka, Sylvie Taussig, Linda Lotte (dir.), La France et ses démons. Radioscopie des passions françaises, Paris, PUF ISBN 2130537235 i ISBN 9782130537236
- 2006 : Imagination, imaginaire, imaginal, Paris, PUF, , 192 p. ISBN 978-2-13-054336-7
- 2008 : avec Yves Charles Zarka et Sylvie Taussig (dir.), L'Islam en France, Paris, PUF, , 732 ISBN 978-2-13-055727-2, hors-série de la revue Cités (2004)
- 2012 : avec Anne-Caroline Prévot-Julliard (dir.), L'Exigence de la réconciliation. Biodiversité et société, Paris, éditions du Muséum national d'histoire naturelle/Fayard, ISBN 978-2-213-66859-8
- 2017 : avec Anne-Caroline Prévot-Julliard (dir.), Le Souci de la nature. Apprendre, inventer, gouverner, Paris, CNRS éditions, 378 ISBN 978-2-271-08817-8
- 2022 : avec SCAU (Eric de Thoisy) dir., Soutenir. Ville, architecture et soin, Pavillon de l'Arsenal, 304 p. ISBN 978-2-35487-066-9